# يوجين أمانو
يوجين أمانو (بالإنجليزية: Eugene Amano)‏ هو لاعب كرة قدم أمريكية أمريكي، ولد في 1 مارس 1982 في مانيلا في الفلبين.

## وصلات خارجية
- يوجين أمانو على موقع مرجع كرة القدم المحترفة.كوم (الإنجليزية)